# Playmobil
Playmobil is een omvangrijke speelgoedlijn, bestaande uit een groot aantal plastic poppetjes met bijbehorende accessoires. Playmobil is bedoeld voor kinderen van vier tot twaalf jaar, met speciale sets voor kinderen van 1½ tot en met 3 jaar oud. Playmobil wordt geproduceerd door en is een dochteronderneming van de Duitse firma Geobra Brandstätter, die het hoofdkantoor in Zirndorf heeft. Het speelgoed wordt sinds 1974 geproduceerd.

## Geschiedenis

### Ontstaan
Horst Brandstätter gaf in 1971 aan chef-ontwikkelaar Hans Beck de opdracht een nieuw speelsysteem te ontwerpen, en in 1972 vroeg Geobra Brandstätter patent aan op de ontwikkelde speelgoedfiguur van 7,5 centimeter hoog, ongeveer de grootte van een kinderhand. Brandstätter, dat destijds vooral plastic producten zoals emmers en hoolahoops vervaardigde, had uitdrukkelijk gevraagd om klein speelgoed. De figuren zijn een uitvinding van Beck en hij baseerde ze op de inmiddels niet meer populaire tinnen soldaatjes. Een aantal eigenschappen van de speelgoedfiguurtjes bedacht hij na het bestuderen van het gedrag van spelende kinderen. De figuurtjes kregen genoeg bewegende delen om van houding te veranderen, maar niet zo veel dat het speelgoed te ingewikkeld wordt. De lachende gezichtjes hebben geen neus, omdat die ook op kindertekeningen vaak ontbreekt.
In 1974, nadat de oliecrisis en de daardoor stijgende olieprijs ervoor zorgden dat groot plastic speelgoed - olie is de grondstof van plastic - te duur werd, werden de eerste sets op de markt gebracht.

### Introductie en eerste thema's
De eerste Playmobil-sets bestonden enkel uit mannelijke figuurtjes die verdeeld waren in drie thema's: indianen, ridders en bouwvakkers. Playmobil werd geïntroduceerd op de Internationale Speelgoedbeurs in Neurenberg in 1974. Aanvankelijk was er weinig interesse in de speelgoedfiguren, maar op het einde van de beurs plaatste een Nederlandse groothandelaar een bestelling van een miljoen Duitse mark.

### Verdere ontwikkeling

#### Thema's
Al een jaar na het uitbrengen van de eerste sets Playmobil werden er nieuwe thema's uitgebracht, waaronder politie. Vanaf 1976 werden naast de figuurtjes met accessoires ook voertuigen en gebouwen op de markt gebracht, zoals een kleine brandweerladderwagen, een politiewagen en een huifkar. Het westernthema werd uitgebreid met 8 verschillende gebouwen waaronder een saloon, een bank, een hotel en een sherrif's office. Het allereerste western soldatenfort zag in 1976 ook het licht: fort Union, waarvoor in 1977 een apart hoofdkwartier uitgebracht werd. 1977 was ook een belangrijk jaar voor het thema ridders, want Playmobil kwam met een nieuw bouwsysteem voor kastelen en middeleeuwse gebouwen, steck of stecksystem geheten. Het principe bestaat uit bouwelementen (muren, ramen, deuren,...), die door middel van uitstekende tabs in een volgend element met uitsparingen worden geschoven. Op deze modulaire manier konden naar wens gebouwen in allerlei vormen worden gebouwd. Het aanbod bestond onder andere uit een groot kasteel, een bakkerij, een smidse, een gevangenistoren, een stadsmuur, een boerderij, een gemeentehuis, een naaiatelier, een stadswacht en een herberg. Tot op de dag van vandaag zijn deze gebouwen heel populair op de tweedehands markt bij verzamelaars en hobbyisten.

#### Figuren
Playmobil introduceerde de eerste vrouwelijke figuren in 1976 en de eerste figuren met een andere huidskleur in 1978. In dat jaar werden tevens de eerste Playmobil Color-figuren uitgegeven, figuren die op het hoofd na geheel wit waren en bedoeld waren om op te tekenen. Playmobil bracht in 1981 kinderfiguren, zowel jongens als meisjes, op de markt. Kinderfiguren zijn slechts 5,5 centimeter hoog en hebben, in tegenstelling tot de volwassen figuren, draaibare handen. De volwassen figuren kregen een jaar later ook draaibare handen. In 1984 volgde de introductie van Playmobil baby's, met een grootte van slechts 3,5 centimeter. In 1987 werd het eerste figuurtje met een dikke buik, een piratenkapitein, op de markt gebracht. In 1987/1988 volgde een nieuw design van de figuren, waardoor bijvoorbeeld een jurk en blote voeten mogelijk werden. In 1990 werd de serie Playmobil 1.2.3 geïntroduceerd met daarbij figuren geschikt voor kinderen van 1½ tot en met 3 jaar. In 2006 kwamen er voetballers op de markt met benen die los van elkaar kunnen bewegen. Sinds 2012 zijn er ook zwangere Playmobil-figuren en figuren die minder hoog zijn (bijvoorbeeld voor dwergen).

## Exportmarkten en licenties[5]

### Aanpassing aan de markt
Sets die door Playmobil in verschillende landen op de markt gebracht worden, kunnen verschillende versies hebben. Een voorbeeld is de aanpassing van politieagenten aan exportmarkten (met opdruk Police in plaats van Polizei).

### Licenties
In het verleden werd Playmobil in exportmarkten uitgebracht door bedrijven die daarvoor een licentie hadden. Deze bedrijven brachten ook sets uit die enkel in het betreffende land uitgegeven werden.
- Italië - Van 1976 tot midden jaren 1980 werd Playmobil in Italië uitgegeven, met als enige verschil een sticker met het logo van de partner GIG.
- Peru - Playmobil werd korte tijd in Peru uitgegeven door BASA.
- Argentinië - In Argentinië had Antex de licentie om Playmobil op de markt te brengen. Reguliere sets kregen de toevoeging van een Antex logo.
- Australië - KENBRITE had korte tijd in het midden van de jaren zeventig van de twintigste eeuw de licentie om Playmobil in Australië op de markt brengen. In de daaropvolgende jaren werden tevens Duitse verpakkingen met stickers erop uitgebracht in Australië.
- Brazilië - Playmobil werd in Brazilië van 1982 tot 1991 vertegenwoordigd door TROL en van 1992 tot 1999 vertegenwoordigd door ESTRELA.
- Frankrijk - Boekenclub France Loisirs heeft ten minste twee sets uitgegeven die speciaal voor de Franse markt gemaakt zijn.
- Griekenland - LYRA had vanaf 1977 de licentie om Playmobil in Griekenland op de markt te brengen, totdat Playmobil in 1985 een afdeling in Griekenland oprichtte.
- Japan - In Japan hadden enkele bedrijven een licentie om Playmobil op de markt te brengen, waarvan de Playmobil achtbaan van EPOCH en de koekjes met een Playmobil figuurtje van YONEZAWA de meest bekende zijn.
- Canada - In de beginjaren van Playmobil werden sets in Canada door Irwin Toys gedistribueerd. Sommige verpakkingen hadden zowel Franstalige als Engelstalige tekst.
- Mexico - In de jaren tachtig van de twintigste eeuw werd Playmobil in Mexico uitgegeven door Aurimat en Mattel.
- Spanje - Vanaf 1976 werd Playmobil in Spanje uitgegeven onder de naam FAMOBIL. De figuren die werden uitgegeven in Spanje hadden het logo van FAMOBIL onder de voeten. De figuren werden 'Klickys' genoemd en verdeeld in mannelijke figuren ('Clicks') en vrouwelijke figuren ('Clacks'). In het midden van de jaren tachtig van de twintigste eeuw verdween de naam FAMOBIL en tot de eeuwwisseling werden er in Spanje ook sets geproduceerd die enkel voor de Spaanse markt bedoeld waren.
- Verenigd Koninkrijk - Aan het eind van 1975 startte de Britse onderneming MARX-TOYS met het samenstellen en distribueren van Playmobil sets onder de naam Playpeople en in eigen verpakkingen. De onderneming verloor de licentie vijf jaar later door een faillissement. In 1981 werd Playmobil UK Ltd opgericht.
- Verenigde Staten - In de jaren zeventig en vroege jaren tachtig van de twintigste eeuw werd Playmobil in de VS uitgegeven door de firma SCHAPER uit Minneapolis. In 1985 kreeg Mattel de licentie in handen en een jaar later ging Playmobil de distributie zelf regelen.

## Productie
Inmiddels worden er miljarden poppetjes geproduceerd met nog veel meer accessoires. Playmobil heeft zes productielocaties, waarvan drie in Duitsland (Zirndorf, Dietenhofen en Selb), een op Malta (Hal Far), een in de Tsjechische Republiek (Cheb) en een in Spanje (Onil). De hoofdzetel is in Zirndorf gevestigd, de figuurtjes worden gemaakt op Malta, en de grote reeksen worden in Spanje geproduceerd.
Vrijwel alle onderdelen worden gemaakt van ABS kunststofgranulaat in diverse kleuren dat onder hoge druk in gietvormen wordt gespoten. Per jaar gebruikt de fabriek in Dietenhofen circa 17.000 ton of 600 goederentreinwagons granulaat om Playmobilonderdelen te maken.
| Locatie                | Jaar van oprichting         | Terreinoppervlakte                    | Fabrieks-oppervlakte | Opmerkingen |
| ---------------------- | --------------------------- | ------------------------------------- | -------------------- | --- |
| Zirndorf, Duitsland    | 1990                        | Ruim 150.000 m²                       | ± 100.000 m²         | - Hoofdzetel - Divisies: Administratie, Ontwikkeling, Verkoop, Klantendienst, Decoratie, Management, Marketing, Malconstructie, Export                    |
| Dietenhofen, Duitsland | 1969                        | ± 250.000 m²                          | ± 110.000 m²         | - Belangrijkste productielocatie. - Dagelijks tot 10 miljoen vervaardigde onderdelen, 250.000 bedrukte onderdelen en gemiddeld 65.000 verpakte speelsets. |
| Hal Far, Malta         | 1972 (sinds 1976 Playmobil) | 58.000 m²                             | 38.000 m²            | - Productie speelfiguren en 1.2.3 - ± 100 miljoen figuren per jaar                                                                                        |
| Cheb, Tsjechië         | 2006                        | 28.795 m² + 29.000 m² (nieuw/gepland) | 11.116 m²            | Assemblagefabriek |
| Onil, Spanje           | 1983                        | 20.210 m²                             | 10.500 m²            | Product van grote reeksen om aan wereldwijde vraag te voldoen                                                                                             |
| Selb, Duitsland        | 2013                        | 18.500 m²                             | 43.290 m²            | System Mouldin / Productie & assemblage |

Playmobil brengt nieuwe sets meestal eerst uit op de zogenaamde non-exportmarkten, en een jaar later op de exportmarkten. Tot de non-exportmarkten behoren Duitsland, Oostenrijk, Zwitserland, de Benelux, Denemarken en Scandinavië. Andere landen (bijvoorbeeld Frankrijk, Griekenland, Italië, Spanje, de Verenigde Staten, Canada en het Verenigd Koninkrijk) behoren tot de exportmarkt. Op deze manier zijn er minder mallen nodig om dezelfde hoeveelheid Playmobil te produceren.

## Concurrentie
De firma BIG probeerde vanaf 1975 met Playmobil te concurreren met het eigen Play-BIG, een grotendeels met Playmobil te vergelijken systeem met grotere poppetjes. In 1980 verdween dit systeem van de markt.

## Themaparken
Playmobil heeft in totaal zes themaparken geopend. Het park in het Duitse Zirndorf is het grootste park en tevens het eerste park dat werd gebouwd door Playmobil.

### Bestaande themaparken
1. Duitsland - Zirndorf - Playmobil FunPark Zirndorf
2. Malta - Hal Far - Playmobil FunPark Malta
3. Griekenland - Kato Kifissia - Athene - Playmobil FunPark Athene

### Gesloten themaparken
1. Verenigde Staten - Florida - Orlando - Playmobil FunPark Orlando - Het themapark in Orlando is per 22 januari 2007 gesloten.[bron?]
2. Verenigde Staten - Florida - Palm Beach Gardens - Playmobil FunPark Palm Beach Gardens - Het themapark in Palm Beach Gardens is per 31 december 2017 gesloten, dit was het laatste Playmobil Funpark buiten Europa.[9]
3. Frankrijk - Fresnes - Parijs - Playmobil FunPark Fresnes - Playmobil heeft nabij Parijs een indoor Playmobil FunPark geopend in oktober 1999. Op 31 juli 2022 sloot het park definitief zijn deuren.

## Games
Van Playmobil zijn ook diverse computerspellen uitgebracht door Playmobil Interactive. De games zijn bedoeld voor kinderen vanaf 4 jaar en hebben alle een speels karakter. Er zijn spellen verkrijgbaar voor diverse platforms: PC, Game Boy Color, Nintendo DS en Nintendo Wii.
| Jaar | Platform           | Titel                              |
| ---- | ------------------ | ---------------------------------- |
| 1998 | PC                 | Laura en het geheim van de diamant |
| 1999 | PC, Game Boy Color | Hype: Time Quest                   |
| 1999 | PC                 | Alex op de boerderij               |
| 2000 | Game Boy Color     | Laura                              |
| 2001 | PC                 | Studio Bernina                     |
| 2004 | PC                 | Gevangen in Drakenstein            |
| 2007 | PC                 | Alarm                              |
| 2008 | Nintendo DS        | Piraten                            |
| 2009 | Nintendo Wii       | Circus                             |

In 2008 is er een Nintendo DS spelcomputer uitgebracht met een Playmobil motief. Playmobil Interactive heeft, naast games voor consoles, ook applicaties uitgebracht voor smartphones.

## Trivia
- De uitvinder van Playmobil, Hans Beck is op 30 januari 2009 op 79-jarige leeftijd overleden.[10]
- Horst Brandstätter, de baas van geobra Brandstätter Stiftung & Co. KG, het bedrijf dat Playmobil produceert, is op 3 juni 2015 op 81-jarige leeftijd overleden.[11]
- Een Playmobilpoppetje wordt in fankringen Klicky genoemd. Vroeger stond op de voorkant van elke doos het aantal poppetjes vermeld dat de set bevatte (bijv. '5 Klicky').
- Het jaartal onder de voet van een figuurtje van Playmobil is het jaar van registratie van het auteursrecht van de mal.[12]
- In oktober 2012 lanceerde Playmobil de PCC (Playmobil Collectors Club). [13] Deze club bestond tot en met 31 december 2017.[14]

## Films & televisie
- 2009: Playmobil: The Secret of Pirate Island / Playmobil: Het Geheim van Pirateneiland. Een interactieve animatiefilm over het piratenthema.[15][16]
- 2014-2016: Televisieserie Super 4. In deze digitale animatieserie worden verschillende thema's van Playmobil gecombineerd.[17]
- 2019: Playmobil: De Film (internationale titel: Playmobil: The Movie).[18]
- 2020: serie 'Novelmore' uitgezonden op YouTube en YouTube Kids.
- 2021: serie 'Dino rise' uitgezonden op YouTube en YouTube Kids.
- 2021: serie 'Adventures of Ayuma' uitgezonden op YouTube en YouTube Kids.